# شموئل یوسف آگنون
شموئل یوسف آگنون (به زبان عبری: שמואל יוסף עגנון) نویسنده و برنده جایزه نوبل ادبیات سال ۱۹۶۶ بود. او یکی از چهره‌های اصلی داستانهای عبری مدرن به شمار می‌رفت. در زبان عبری، او با تخلص Shai Agnon (ש"י עגנון) شناخته شده‌است و در آثارش با زبان انگلیسی نیز، تخلصش SY Agnon می‌باشد. آگنون در امپراتوری اتریش-مجارستان (اوکراین امروزی) به دنیا آمد. او بعدها به اورشلیم مهاجرت کرد و در همانجا نیز درگذشت.